# Eric Andreae
Eric Andreae (* 1981 in Zürich) ist ein Schweizer Filmemacher und Dozent.

## Leben
Ab 1998 war er Mitglied der VideoGang, einer TV-Sendung, ausgestrahlt auf dem Schweizer Sender Tele24 & TeleZüri, produziert von Jugendlichen für Jugendliche. Ab 2004 studierte er Filmregie an der Zürcher Hochschule der Künste (ZHdK). 2006 war er für die Dramaturgie des Dokumentarfilms Chrigu zuständig, der 2007 auf der 57. Berlinale gezeigt wurde. Nach dem Filmstudium arbeitete er als Regisseur, Cutter und Produktionsleiter für Auftrags- und Werbefilme sowie TV. Ab 2010 bis 2019 war er zusätzlich als Unterrichtsassistent und Wissenschaftlicher Mitarbeiter für die Studienvertiefung Cast / Audiovisuelle Medien an der ZHdK tätig.
2012 entwickelte Andreae gemeinsam mit Adrian Aeschbacher das Konzept für die TV-Serie Die Lehrer, und sie produzierten mit Hilfe von Crowdfunding den Pilotfilm dazu.
2013 war Andreae Stipendiat der Drehbuchwerkstatt München an der Hochschule für Fernsehen und Film München. 2016 schrieb er zusammen mit Adrian Aeschbacher die Drehbücher zur 8-teiligen Komödien-Serie Die Lehrer und war für die Regie verantwortlich. Die Serie wurde auf der Streaming-Plattform MyPrime von UPC (heute Sunrise) lanciert und im Schweizer Free-TV ausgestrahlt.
Seit Februar 2019 ist Andreae Dozent in der Fachrichtung Cast / Audiovisual Media an der ZHdK. Ab 2021 entwickelte er als Showrunner zusammen mit der Produzentin Sophie Toth der Shining Film AG im Auftrag des Schweizer Radios und Fernsehens (SRF) die 6-teilige Serie Mindblow und führte Regie. Die Serie debütierte am 21. April 2024 auf SRF 1 und ist auf der Streamingplattform Play Suisse verfügbar.

## Filmographie
- 2024: Mindblow (Serie, Creator, Drehbuch, Regie, 6 Folgen)
- 2019: Die fruchtbaren Jahre sind vorbei (Produzent)
- 2017: Die Lehrer (Serie, Drehbuch, Regie, 8 Folgen)
- 2014: Hello Toni (Kurzdokumentation, Regie)
- 2013: Die Lehrer (Serienpilot, Drehbuch, Regie, Produzent)
- 2009: After Now (Kurzfilm, Drehbuch, Regie)
- 2008: Kenan (Kurzfilm, Drehbuch, Regie)
- 2007: Chrigu (Dokumentarfilm, Dramaturgie)